# Syrianska FC
Syrianska FC este un club de fotbal din Södertälje, Suedia care evoluează în Superettan.

## Lotul sezonului 2009-2010
| Nr. |                       | Poziție | Jucător              |
| --- | --------------------- | ------- | -------------------- |
| 1   | Suedia                | P       | Christian Frealdsson |
| 21  | Suedia                | P       | Simon Nurme          |
| 30  | Suedia                | P       | Charlie Wremborn     |
| 2   | Siria                 | F       | Suleyman Sleyman     |
| 3   | Serbia                | F       | Ivan Ristic          |
| 4   | Suedia                | F       | Peshraw Azizi        |
| 5   | Suedia                | F       | Isa Demir            |
| 8   | Chile                 | F       | Viktor Guglielmotti  |
| 15  | Estonia               | F       | Tõnis Vanna          |
| 16  | Suedia                | F       | Rabi Elia            |
| 24  | Bosnia și Herțegovina | F       | Haris Skenderovic    |
| 77  | Turcia                | F       | Ahmet Özdemirok      |

| Nr. |                       | Poziție | Jucător         |
| --- | --------------------- | ------- | --------------- |
| 6   | Suedia                | M       | Joakim Hagernäs |
| 7   | Suedia                | M       | Robert Massi    |
| 9   | Serbia                | M       | Dennis Velic    |
| 10  | Suedia                | M       | Ronny Sentongo  |
| 14  | Republica Congo       | M       | Kutshi Kanga    |
| 19  | Suedia                | M       | Nahir Awrohum   |
| 20  | Serbia                | M       | Marko Zivkovic  |
| 23  | Norvegia              | M       | Dinko Felic     |
|     | Estonia               | M       | Martin Vunk     |
| 55  | Suedia                | M       | George Ibrahim  |
| 99  | Bosnia și Herțegovina | M       | Besin Kunic     |
| 11  | Suedia                | A       | Semir Mete      |
| 27  | Suedia                | A       | Mattias Mete    |

## Jucători importanți
- Abgar Barsom
- Louay Chanko
- Sharbel Touma
- Suleyman Sleyman